# Бош, Хуго фон
Хуго Риттер фон Бош (нем. Hugo von Bosch; 2 января 1782, Шиллингсфюрст, Баварское курфюршество — 7 августа 1865, Мюнхене) — баварский военный и государственный деятель, и. о. военного министра королевства Бавария (1 декабря 1861-20 января 1862 и 11 июля-26 июля 1863), генерал-лейтенант.

## Биография
С 1795 года офицером начал службу в княжестве Гогенлоэ. В 1806 году был переведен на службу в баварскую армию в звании первого лейтенанта. В 1810 году получил звание капитана, в 1824 году — майора, в 1834 году стал подполковником, а в 1839 году — полковником .
В 1841 году назначен командиром Королевского баварского пехотного полка; был первым, назначенным полковым командиром, не имевшим дворянского титула.
В 1844 году Бош получил чин генерал-майора, затем — бригадного генерала баварской армии и назначен комендантом крепости Ульм.
В 1850 году король Баварии Максимилиан II наградил его Рыцарским крестом ордена «За заслуги перед Баварской короной», даровал рыцарский титул.
В 1852 получил чин генерал-лейтенанта и назначен командиром 4-й баварской дивизии, в 1861 году был назначен президентом Баварской службы Главной военной юстиции.
С 11 декабря 1861 по 20 января 1862 года и с 11 июля 1863 по 26 июля 1863 года, Бош занимал пост и. о. военного министра королевства Бавария.